# Miguel Güemes Fernández
Miguel María Güemes Fernández (Santiago, 1815— ibídem, 1868) fue un abogado chileno, miembro del Partido Conservador.
Estudió en el Instituto Nacional, donde egresó de abogado en 1841. Profesor de Derecho Romano de la Universidad de Chile (1851), además se le asignó la cátedra de Práctica Forense. En 1856 hizo el curso de Derecho Canónico en el Instituto Nacional.
Presidente de la Corte Suprema de Justicia, durante la administración de Manuel Montt. Estuvo en Lima, como representante chileno en el Congreso Americano (1865).
Ministro de Justicia, Culto e Instrucción Pública (9 de julio de 1862 hasta 28 de septiembre de 1864), durante la administración de José Joaquín Pérez Mascayano, siendo duramente atacado por los liberales. Abandonó el ministerio por presiones externas en 1864, y fue elegido senador por el Partido Conservador, en representación de Santiago.
Senador 1864-1873, integró la comisión permanente de Negocios Eclesiásticos. Falleció en 1868 sin haber concluido su período senatorial, por lo cual fue reemplazado por el senador suplente. Su fortuna quedó testada a varias instituciones de beneficencia.